# Peter Frampton
Peter Frampton (Beckenham, Londres, 22 de abril de 1950) é um músico britânico.
Mais conhecido por seu trabalho solo nos anos 70 como roqueiro de arena (Album-oriented rock), tornou-se famoso, entretanto, como integrante do The Herd quando se transformou num ídolo das adolescentes na Grã-Bretanha.
Frampton ficou famoso por ser o primeiro guitarrista a utilizar do recurso da guitarra falada, que seria anos depois usado por Joe Walsh (Eagles), Slash (Guns n' Roses), Richie Sambora (Bon Jovi) e Dave Grohl (Foo Fighters). Ele então passou a trabalhar com Steve Marriott (dos The Small Faces) na banda Humble Pie, assim como em álbuns de Harry Nilsson, Jerry Lee Lewis, George Harrison e Ringo Starr (com quem Peter tem uma forte amizade e admiração).
Sua estreia solo foi em 1972 com Wind of Change. A explosão solo de Frampton veio com Frampton Comes Alive!, seis vezes platina e que incluía os sucessos "Do You Feel Like We Do", "Baby, I Love Your Way" e "Show Me the Way". Foi o álbum "ao vivo" mais vendido de todos os tempos.
Em 2007, ganhou o seu primeiro Grammy pelo seu álbum totalmente instrumental Fingerprints, lançado no fim de 2007 que conta com integrantes do Pearl Jam, Rolling Stones, Allman Brothers Band e outros.
Em 2024, foi introduzido ao Rock and Roll Hall of Fame.
Depois do atentado ao World Trade Center em Nova Iorque, Frampton decidiu tornar-se um cidadão americano. Ele teve papel ativo na campanha eleitoral de 2004 do candidato John Kerry.

## História
Desde bem pequeno, os pais de Peter perceberam que o menino tinha um ouvido fora do comum para música. Foi aí que, aos 8 anos, o pequeno ganhou um ukulele e aprendeu sozinho várias canções infantis. Também foi com essa idade que ele compôs sua primeira canção. Cliff Richards era um de seus músicos favoritos. Quando ganhou seu primeiro violão, os 9 anos, Peter começou a ter aula de violão clássico. Foi aí que ele aprendeu muitas técnicas que aperfeiçoaria mais tarde, em outro estilo de música. B. B. King e Buddy Holly era o que o menino ouvia e tocava fora de suas aulas.
Nessa época, Peter foi aceito como guitarrista em uma banda de seu colégio, onde os outros meninos eram bem mais velhos. Nessa banda também tocava David Jones, conhecido posteriormente mundialmente como David Bowie. Com 11 anos, Peter já montou sua própria banda e aos 14 já deu inicio a sua carreira profissional na banda The Preachers.
Em 1966, Peter se junta a banda The Herd, assinando no ano seguinte com a Fontana Records. From the Underworld, o primeiro disco, já fez com que o jovem Peter fizesse sucesso entre as jovens da época. Os seguintes álbuns, Paradise Lost e Lookin Thru You, fazem que a histeria das meninas por Peter só aumente. Ele já não gostava mais de ser reconhecido pela beleza e não pela música e estava cansado de ter que satisfazer as vontades da gravadora. No ano de 1968, ele deixa a banda.
A banda Humble Pie foi formada em 1969. Foi lá que ele ‘amadureceu’ o estilo que viria a ser o seu marco mais tarde. Durante a maior parte do tempo em que Peter esteve na banda, ele era um dos cabeças. Mas já no início dos anos 70, três anos depois do início da banda, ele virou apenas o guitarrista, não tendo voz ativa em mais nenhuma decisão. Ele sai da banda dois meses antes do lançamento de Performance – Rockin’ The Filmore, que foi um sucesso absoluto.
Casado e morando em Nova Iorque, Peter trabalhou como músico em um estúdio, participando de discos de artistas como Harry Nilsson e George Harrison.
O disco Wind of Change, sua estreia solo, veio em 1972, ainda pela mesma gravadora de sua última banda, a A&M Records. Voltou a excursionar, desta vez com sua banda Frampton’s Camel, que também é o nome de seu segundo álbum lançado no ano seguinte.
Frampton se divorcia, termina a Frampton’s Camel e resolve tirar uns dias para descansar e pensar na carreira. Vai viajar com a nova namorada, e nessa viagem, compõe as duas músicas que transformariam sua vida e sua carreira. De manhã fez “Show me the way” e “Baby, I love your way” veio num fim de tarde. O seu próximo álbum Frampton foi quase que completamente gravado pelo próprio. Depois de pronto, seu empresário Dee Anthony percebe que o melhor é viajar muito com o show de Frampton e gravar um disco ao vivo. E foi o que aconteceu. Depois de incansáveis viagens abrindo os shows de ZZ Top, Black Sabbath, Rod Stewart e outros, é gravado em São Francisco o álbum duplo Frampton Comes Alive!.
Só na primeira semana, o disco já vendeu 1 milhão de cópias e do dia para noite, Frampton foi de show de abertura para atração principal. Esse disco é, até hoje, o disco ao vivo - e sem material inédito - mais vendido da história. O ano de 1976 foi dele.
Pelo sucesso do disco ao vivo, a gravadora já pressionou para que Peter gravasse um novo álbum. I'm in You foi lançado em 1977. Nesse mesmo ano, Frampton participa junto com os Bee Gees do fiasco cinematográfico Sgt. Peppers Lonely Hearts Club Band. Pouco tempo depois, ele tem alguns problemas pessoais e acaba sofrendo um acidente de carro nas Bahamas que o deixa entre a vida e a morte. Para não cair no esquecimento, seu empresário coloca fotos e matérias sobre ele em várias publicações. O público se cansou dele.
Depois disso, ele descobriu que foi roubado pela equipe que cuidava de suas finanças e gravou um outro disco - The Art Of Control – que foi o último pela A&M Records, que o dispensou. Casou-se de novo e teve uma filha.
Em 1986 grava Premonition, com sua nova gravadora, a Virgin Records.
Quebrado e com trabalhos de pouco reconhecimento, uma noite ele se encontra com seu velho amigo Bowie, que o convida para participar de seu novo álbum Never Let Me Down. Ele aceita e é reconhecido como o grande guitarrista que é. Também toca na turnê de divulgação do álbum, denominada "Glass Spider Tour".
Durante a gravação do seu próximo disco solo, seu amigo e parceiro Steve Marriott morre em um incêndio. E logo na sequência, ele se separa da sua segunda mulher. Peter, novamente, entra em depressão. Tempo depois ainda se junta com velhos amigos para novos lançamentos, mas nenhum deles ganhou grande atenção do público.
Em 1995, Frampton lançou Frampton Comes Alive! II que contém versões ao vivo de muitas canções de seus álbuns solo nos anos 80 e 90. Frampton Comes Alive! II foi acompanhado por um DVD, gravado no The Fillmore Theatre em 15 de junho de 1995. Apesar do grande marketing para o álbum, ele não vendeu bem. Depois de Frampton Comes Alive! II , gravou e saiu em turnê com Bill Wyman's Rhythm Kings e Ringo Starr's All-Starr Band onde Peter e Jack Bruce interpretaram uma versão cover de "Sunshine of Your Love" do Cream.
Em 2003, Frampton lançou o álbum Now, e embarcou em uma turnê com a banda Styx. Ele também saiu em turnê com The Elms, e apareceu também em 2006 no Fox Broadcasting variety show Celebrity Duets, em dupla com Chris Jericho do WWE fame. Eles foram a primeira dupla na votação.
Em 12 de setembro de 2006, Frampton lançou um trabalho instrumental intitulado Fingerprints. Sua banda era formada pelo baterista Shawn Fichter, guitarrista Audley Freed, baixista John Regan (amigo de longa data de Frampton), pelo tecladista/guitarrista Rob Arthur, e artistas convidados como os membros do Pearl Jam, Hank Marvin, e seu baixista em Frampton Comes Alive!, Stanley Sheldon - o único membro da banda de apoio daquela época, ainda vivo. Em 11 de fevereiro de 2007, Fingerprints foi premiado com o Grammy de Melhor Álbum Pop Instrumental. Em fevereiro de 2007, ele também apareceu no show Soundstage no canal de televisão PBS de Chicago.
Frampton lançou seu décimo-quarto álbum de estúdio, Thank You Mr. Churchill, em 27 de abril de 2010. No verão de 2010, iniciou uma turnê pela América do Norte com a banda inglesa Yes; os dois atos tocados em um estádio revive um projeto conjunto em 1976; sua banda era composta por Rob Arthur (teclados, guitarra, backing vocals), John Regan (baixo), Adam Lester (guitarra), e Dan Wojciechowski (bateria).
Frampton embarcou em uma turnê pelo Reino Unido em março de 2011 para divulgar seu novo álbum, visitando Leamington Spa, Glasgow, Manchester, Londres e Bristol.
Em 7 de julho de 2019, lança o álbum All Blues, onde apresenta apenas versões de clássicos do blues e conta com algumas participações especiais, como Steve Morse (Deep Purple), Larry Carlton, Sonny Landreth e Kim Wilson.
Em 2019, Peter Frampton anunciou que iria se aposentar dos palcos, após ter sido diagnosticado com miosite por corpúsculos de inclusão (MCI), uma doença degenerativa dos músculos que com o passar do tempo, o impedirá de tocar guitarra. O músico iria se apresentar apenas entre os meses de junho e outubro daquele ano, nos Estados Unidos, como parte de sua turnê “Peter Frampton Finale — The Farewell Tour”. A última apresentação da turnê aconteceu em 16 de novembro de 2022, na cidade de Düsseldorf, na Alemanha, no Mitsubishi Electric Halle.
Em 2023, anunciou seu retorno, com a “Never Say Never Tour”, iniciada em Huber Heights, Ohio, nos Estados Unidos, em 21 de junho.
Em 2024, ganhou o prêmio Les Paul Spirit, realizado pela Les Paul Foundation.

## Discografia
- 1972 - Wind of Change
- 1973 - Frampton's Camel
- 1974 - Somethin's Happening
- 1975 Frampton
- 1976 Frampton Comes Alive
- 1977 I'm in You
- 1979 Where I Should Be
- 1980 Rise Up
- 1981 Breaking All the Rules
- 1982 The Art of Control
- 1986 Premonition
- 1989 When All the Pieces Fit
- 1992 - Shine On
- 1994 - Peter Frampton
- 1995 - Frampton Comes Alive II
- 2000 - Live in Detroit
- 2003 - Now
- 2007 - Fingerprints
- 2010 - Thank You Mr. Churchill
- 2014 - Hummingbird in a Box: Songs for a Ballet
- 2016 - Acoustic Classics
- 2019 - All Blues
- 2021 - Frampton Forgets the Words

## Filmografia
- Sgt. Pepper's Lonely Hearts Club Band
- Almost Famous[15]